# Meigenia mutabilis
Espèce
Meigenia mutabilis est une espèce d'insecte diptère de la famille des Tachinidae, originaire d'Europe. C'est une petite mouche parasitoïde dont les larves sont des endoparasites des larves de diverses espèces de Chrysomelidae (coléoptères) et Tenthredinidae (hyménoptères).